# 中建富通
中建富通集團有限公司，簡稱中建富通集團，以及中建富通（英語：CCT Fortis Holdings Limited，港交所：0138），在1984年創立一家電子公司，前身中建電訊集團有限公司、中翹電訊集團有限公司和「連域集團有限公司」，現時由麥紹棠為董事會主席。過往曾在開曼群島註冊，現時由百慕達註冊。
主要業務電訊及電子產品製造及銷售、電子及塑膠原部件製造及銷售、嬰兒及幼兒產品製造及銷售、汽車貿易、證券業務、物業發展，以及物業投資及持有。
在1994年4月30日，麥紹棠家族，以及有關人士進行收購股份，已開拓物業投資業務。
在1995年，位於惠州太陽城樓宇，出現嚴重爛尾樓事件，因而股價下挫，故此只會專注電子等業務。
總部位於香港告士打道77–79號富通大廈31樓。旗下上市唯一是「中建置地」，是在2002年進行收購。以中國地區最多業務。

### 幻．國文化娛樂有限公司
「幻．國文化娛樂有限公司」（imagine.nation Entertainment Limited），是在2013年成立，前身「溢偉(香港)有限公司」。
2017年中，幻．國文化娛樂以8位數字港元邀請謝安琪加盟為旗下藝人。
2018年7月初，幻．國文化娛樂旗下藝人謝安琪，首次拍攝《人妻的偽術》MV片段，而該歌曲是在上月中各大電台派台推出。

### 旗下藝人

#### 已約滿／解約藝人

##### 歌手
- 謝安琪[3][4]
- 王嘉儀[5][6][7]

### 幻．國影業有限公司
「幻．國影業有限公司」（imagine.nation Pictures Limited），是在2013年成立，前身「萬晉企業有限公司」。

### Blackbird
Blackbird為中建富通的全資附屬公司，由麥紹棠長子麥浚翹創立，經營汽車的投資、貿易、修復、服務，以及汽車運輸等。
2017年，法拉利（香港）有限公司與Blackbird簽訂一份無約束力意向書，Blackbird Concessionaires為香港分銷法拉利汽車與提供售後服務的正式授權代理商。
2021年4月27日，瑪莎拉蒂宣布正式授權Blackbird Tridente，成為廠方於香港和澳門的進口與經銷商。

## 連結
- 中建富通集團有限公司官方網頁（页面存档备份，存于）